# Залізна принцеса
«Залізна принцеса» («Geležinė princesė») — радянський художній фільм 1988 року, знятий режисером Альгірдасом Арамінасом на Литовській кіностудії.

## Сюжет
Музичний фільм-казка для дітей про те, як важливо берегти серце від байдужості та лінощів і розкриває сучасну проблему: щоб щось змінити, треба передусім перебудувати себе. У цьому героям казки допомагає мудрий, добрий Гном, який бореться з Іржею та Пліснявою за право володіти думками та почуттями дітей.

## У ролях
- Аста Жалакявічюте — Гінта
- Міндаугас Гінейтіс — Костас
- Лінас Клімавічюс — Лукас
- Віргінія Коханскіте — чарівниця Іржа
- Майт Агу — Пліснява
- Валерій Свєтлов — добрий казковий гном
- Йонас Пакуліс — Трубочист
- Мігле Стасюліте — роль другого плану
- М. Станкявічюс — Рімас
- І. Гедзявічюс — син чарівниця-Іржі
- Ігнас Вегеле — хлопчик-дощ
- А. Адомайтіс — роль другого плану
- Д. Амбразеюс — роль другого плану
- Юргіта Бенетіте — дічинка, що багато розмовляє
- Р. Богушайте — роль другого плану
- Ю. Венцкуте — роль другого плану
- Д. Волоцкіс — роль другого плану
- Т. Гутаускас — роль другого плану
- Айстіс Дауняцкас — роль другого плану
- С. Дзене — роль другого плану
- Д. Лабутіте — роль другого плану
- К. Мартінкус — роль другого плану
- Е. Навіцкайте — роль другого плану
- Є. Оршевська — роль другого плану
- Г. Пасталіс — роль другого плану
- Інга Пятраускайте — роль другого плану
- Яніна Сокольнікайте — роль другого плану
- М. Стачокас — роль другого плану
- В. Чижинаускас — роль другого плану
- Е. Чижинаускас — роль другого плану
- Г. Шведайте — роль другого плану
- Д. Ширвінскас — роль другого плану
- Альгімантас Юкнявічюс — роль другого плану
- Ю. Юрга — роль другого плану

## Знімальна група
- Режисер — Альгірдас Арамінас
- Сценарист — Віолетта Пальчинскайте
- Оператор — Рімантас Юодвалькіс
- Композитор — Юозас Ширвінскас
- Художник — Альгірдас Нічюс